# Levend standbeeld

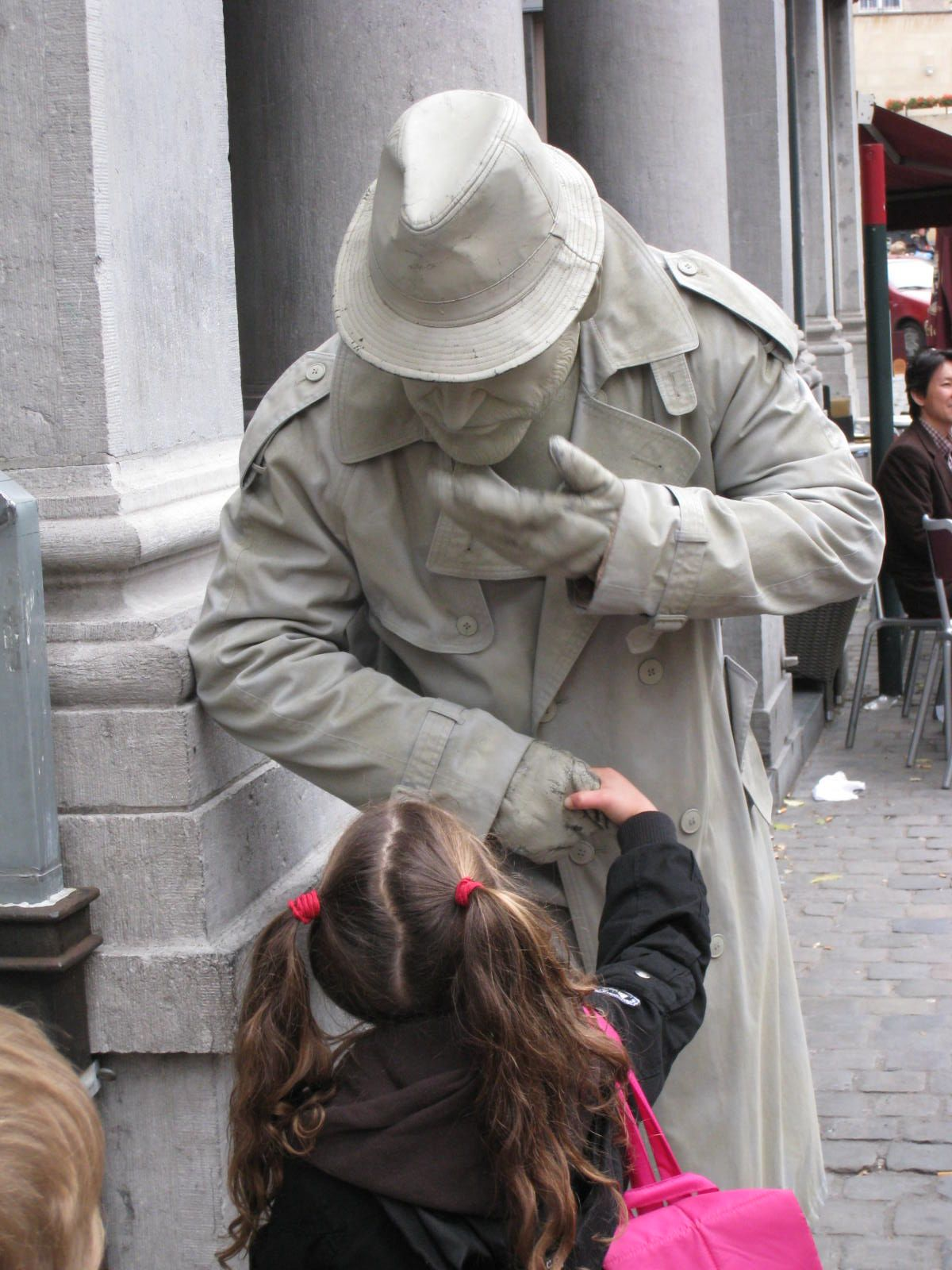
Brussel, voor de St.-Hubertusgalerijen

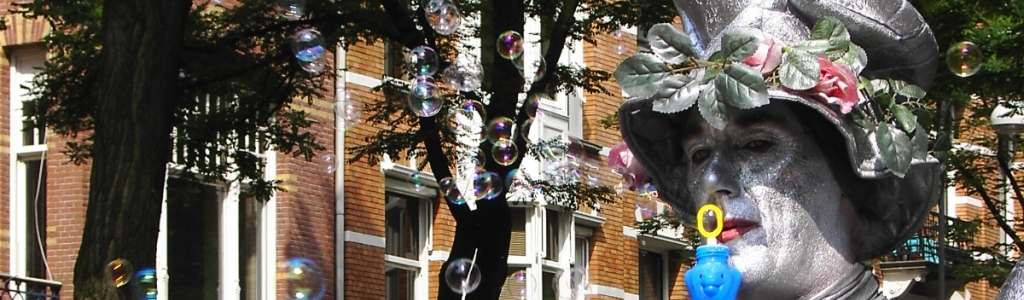
Bellenblazer in Amsterdam

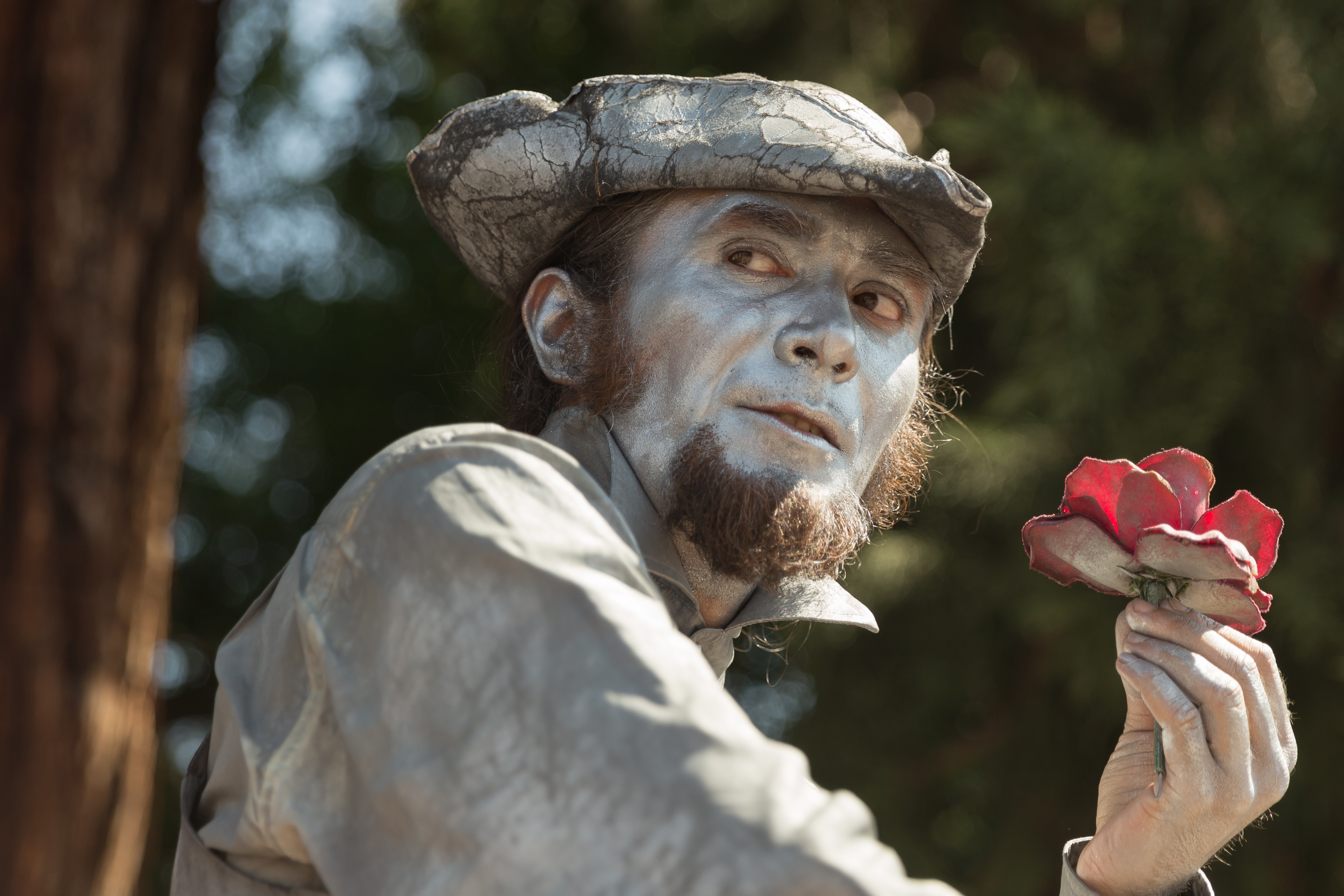
In Annecy, Frankrijk

Een levend standbeeld wordt gevormd door een of meerdere personen, die zich als standbeeld presenteren. Dit wordt bereikt door schmink en aangepaste kleding. In sommige optredens is het de bedoeling dat de persoon of personen zich ook daadwerkelijk (langdurig) niet bewegen, hetgeen zeer veel concentratie en een groot uithoudingsvermogen vergt.
Levende beelden worden onder andere gebruikt in etalages om kijkers voor de gek te houden en in televisieshows met een verborgen camera.
Een bekend performer begin 20e eeuw was Olga Desmond.

## Bevroren wezens
In sciencefiction en fantasy worden mensen of mensachtigen (zoals elfjes) soms stilgezet door middel van technologie of magieen. Bijvoorbeeld in Michael Moorcocks boek The Queen of the Swords, waarin de helden het bevroren leger tegenkomen dat moest vechten tegen een slechte godin, maar omgetoverd werden in levende standbeelden. Ook in De Kronieken van Narnia komen bevroren wezens voor.

## Bekende evenementen met levende standbeelden
- Sinds 1996 wordt in Arnhem ieder jaar een weekend georganiseerd onder de noemer 'Nederlands Kampioenschap Living Statue', vanaf 2004 World Statues Festival genoemd. Er is daar een speciale dag voor kinderen die zich als levend standbeeld voordoen ("Kids Statues").[1] Op de vrijdagavond ervoor is er het Statues by Night-festival in Ede.
- De Drentse kampioenschappen Living Statues, oftewel Stiefkiekn worden sinds 2009 jaarlijks in Westerbork gehouden.